# 345959 Dafeng
345959 Dafeng este o planetă minoră (asteroid) din centura de asteroizi. A fost descoperită pe 21 septembrie 2007 la Xuyi County⁠(d) de . 
Obiectul prezintă o orbită caracterizată de o semiaxă mare de 2,8066621825765 UAi, o excentricitate de 0,25011247501405, o înclinație de 8,8914169884533 ° în raport cu ecliptica.